# Акерман, Шанталь
Шанта́ль Аке́рман (фр. Chantal Akerman,  6 июня 1950, Брюссель — 5 октября 2015, Париж) — бельгийский кинорежиссёр, сценарист и актриса.

## Биография
По происхождению — из еврейской семьи из Польши. Мать и её родственники были депортированы в Аушвиц, вернулась только мать.
Главную роль в решении заняться кинорежиссурой сыграл увиденный Акерман фильм Годара «Безумный Пьеро» (1965). Другой важный фактор — американский экспериментальный кинематограф, и прежде всего фильмы Майкла Сноу. Её первая короткометражная лента «Мой город крупным планом» (1968) получила одобрение известного бельгийского кинорежиссёра Андре Дельво.
Член жюри главного конкурса 43-го Венецианского международного кинофестиваля (1986). Член жюри основного конкурса 41-го Берлинского международного кинофестиваля (1991).
Акерман умерла 5 октября 2015 года в Париже. Издание Le Monde сообщило, что она покончила жизнь самоубийством. Ей было 65 лет. В своём последнем документальном фильме No Home Movie, который состоит из разговоров с её матерью, незадолго до смерти её матери, Шанталь Акерман говорит: «думаю, если бы я знала, что собираюсь это сделать, я бы не посмела это сделать». По словам сестры, за 10 дней до её смерти, она вернулась домой в Париж после госпитализации в связи с депрессией. Похоронена на кладбище Пер-Лашез.

## Творчество
Снимала как документальные, так и игровые картины. Наиболее известной стала лента «Жанна Дильман, набережная Коммерции 23, Брюссель 1080» (1975).
Режиссёр авторского кино, Акерман не была ориентирована на кинозвёзд, однако в её фильмах в разное время снимались такие мастера, как Орор Клеман, Дельфин Сейриг, Магали Ноэль, Жюльет Бинош, Мария де Медейруш,  Уильям Хёрт, Жан-Пьер Кассель, Сильви Тестю. Иногда Акерман снималась в собственных лентах, а также в фильмах других режиссёров (Филипп Гаррель и др.).

## Избранная фильмография
- 1968 : Saute ma ville/ Взорвись, мой город (короткометражный)
- 1972 : Hotel Monterey/ Отель «Монтерей» (документальный)
- 1974 : Je, tu, il, elle/ Я, ты, он, она
- 1975 : Jeanne Dielman, 23, quai du commerce, 1080 Bruxelles/ Жанна Дильман, набережная Коммерции 23, Брюссель 1080
- 1977 : News from Home/ Новости из дома
- 1978: Les Rendez-vous d'Anna / Встречи Анны[фр.]
- 1982 :  Toute une nuit/ Всю ночь
- 1983 : Un jour Pina a demandé.../ Однажды Пина спросила… (документальный, о Пине Бауш)
- 1983 : Les Années 80 / Восьмидесятые (фр.)
- 1986 : Golden Eighties/ Золотые восьмидесятые
- 1988 : Histoires d'Amérique/ Американские истории (номинация на «Золотого медведя» Берлинского кинофестиваля)
- 1989 : Les Trois Dernières Sonates de Franz Schubert/ Три последние сонаты Франца Шуберта (документальный)
- 1991 : Nuit et jour/ Ночь и день (номинация на «Золотого льва» Венецианского кинофестиваля)
- 1993 : D'est/ С востока (документальный фильм об СССР и Восточной Европе)
- 1994 : Portrait d'une jeune fille de la fin des années 60 à Bruxelles/ Портрет девушки в Брюсселе конца шестидесятых годов
- 1996 : Un divan à New York/ Кушетка в Нью-Йорке (премия экуменического жюри (специальное упоминание) на кинофестивале в Карловых Варах)
- 1997 : Chantal Akerman par Chantal Akerman/ Шанталь Акерман глазами Шанталь Акерман
- 1999 : Sud/ Юг (документальный)
- 2000 : La Captive/ Пленница  (по одноимённому роману Марселя Пруста, 1925)
- 2002 : De l'autre côté/ По другую сторону
- 2004 : Demain on déménage/ Завтра переезжаем (премия братьев Люмьер)
- 2006 : Là-bas/ Там, внизу (документальный фильм об Израиле, номинация на премию «Сезар»)
- 2009 : À l'Est avec Sonia Wieder-Atherton/ На восток вместе с Соней Видер-Атертон (телевизионный документальный)
- 2011 : La folie Almayer/ «Каприз Олмейера» (по одноимённому роману Джозефа Конрада[4])
- 2015 : No Home Movie

## Признание
Командор ордена Леопольда I (2004).